# Кексон
Кексо́н (фр. Caixon, окс. Caishon) — коммуна во Франции, находится в регионе Юг — Пиренеи. Департамент — Верхние Пиренеи. Входит в состав кантона Вик-ан-Бигор. Округ коммуны — Тарб.
Код INSEE коммуны — 65119.

## География
Коммуна расположена приблизительно в 640 км к югу от Парижа, в 120 км западнее Тулузы, в 21 км к северу от Тарба.
Коммуна расположена в местности Бигорр.

## Климат
Климат умеренно-океанический с солнечной тёплой погодой и обильными осадками на протяжении практически всего года.

## Население
Население коммуны на 2010 год составляло 404 человека.
| 1962 | 1968 | 1975 | 1982 | 1990 | 1999 | 2010 |
| ---- | ---- | ---- | ---- | ---- | ---- | ---- |
| 359  | 356  | 342  | 304  | 350  | 375  | 404  |

## Администрация
| Период | Период | Фамилия        | Партия       | Примечания |
| ------ | ------ | -------------- | ------------ | ---------- |
| 2008   | 2009   | Жан-Клод Батту |              |            |
| 2009   | 2020   | Элизабет Виньо | беспартийная |            |

## Экономика
В 2010 году среди 243 человек трудоспособного возраста (15-64 лет) 178 были экономически активными, 65 — неактивными (показатель активности — 73,3 %, в 1999 году было 68,5 %). Из 178 активных жителей работали 158 человек (86 мужчин и 72 женщины), безработных было 20 (13 мужчин и 7 женщин). Среди 65 неактивных 19 человек были учениками или студентами, 26 — пенсионерами, 20 были неактивными по другим причинам.

## Фотогалерея

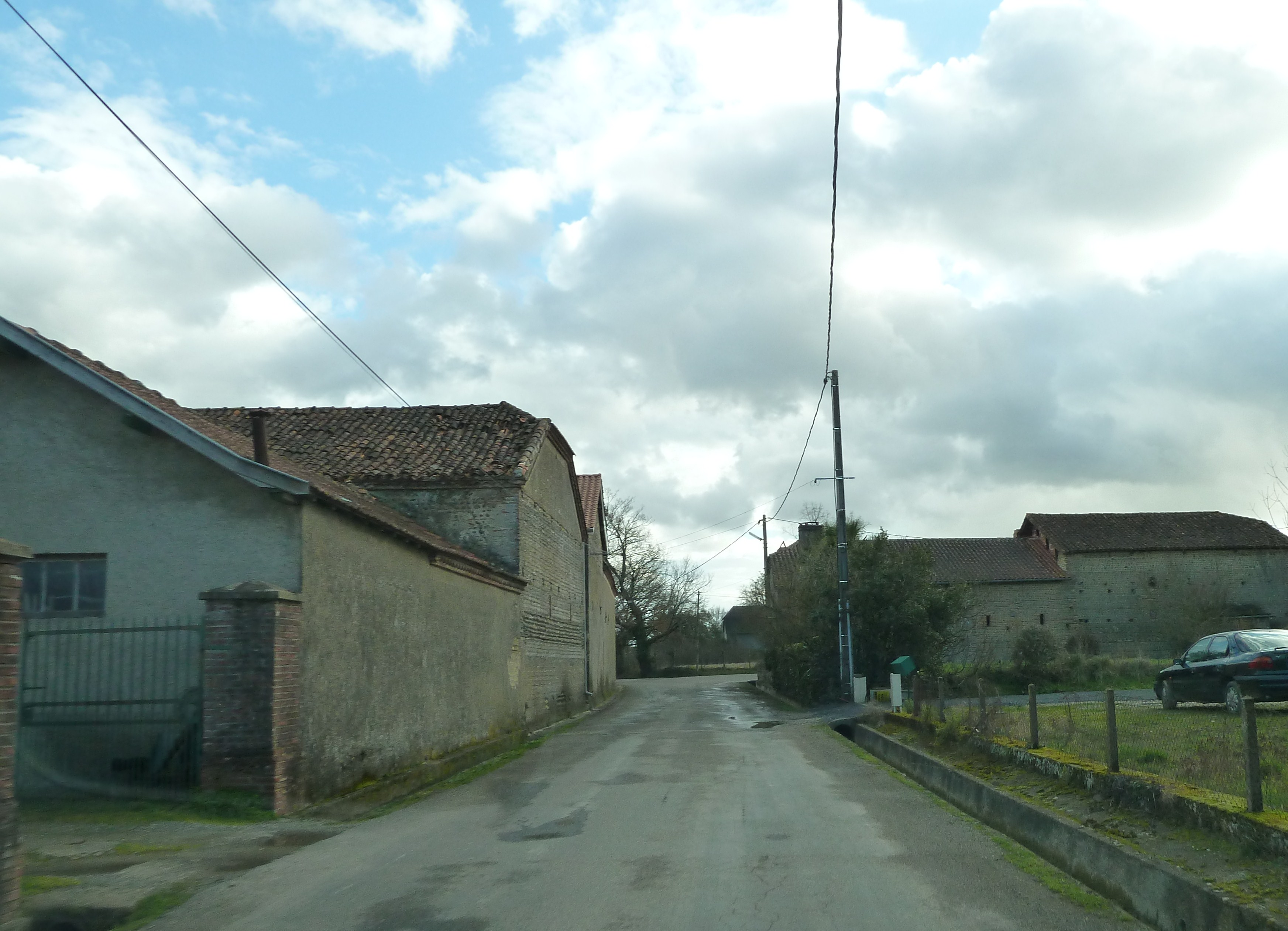
Кексон
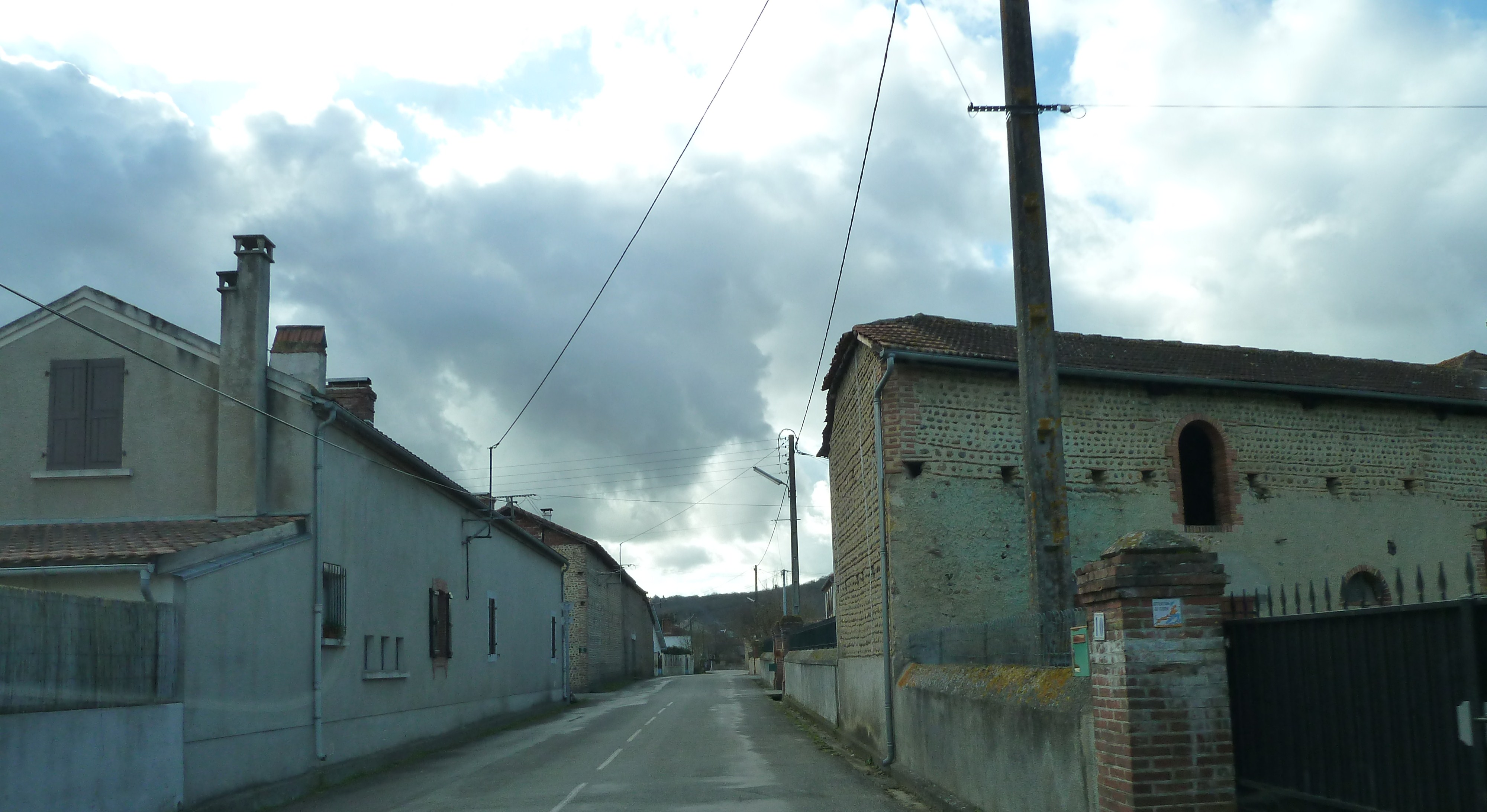
Кексон
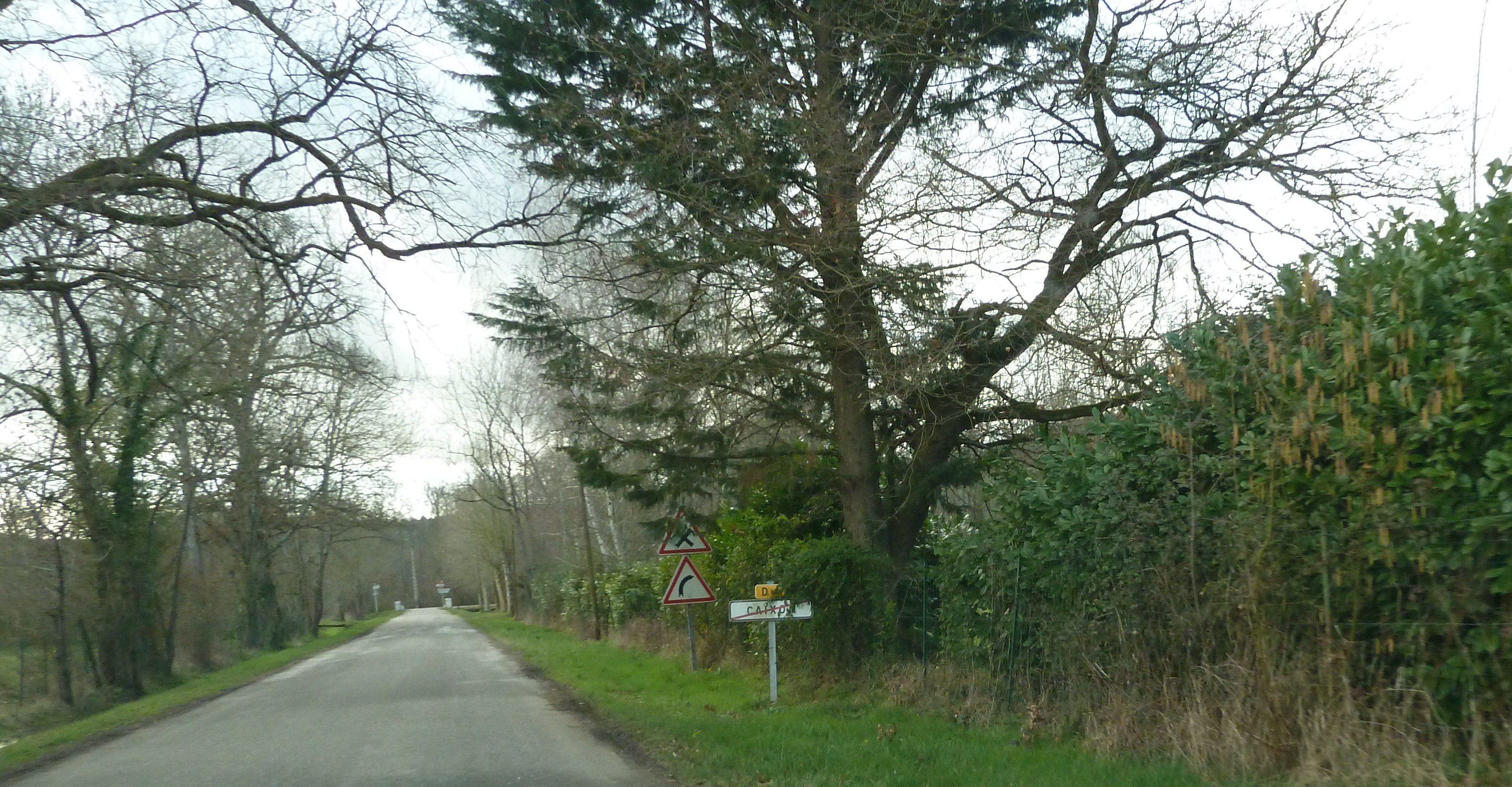
Выезд из Кексона
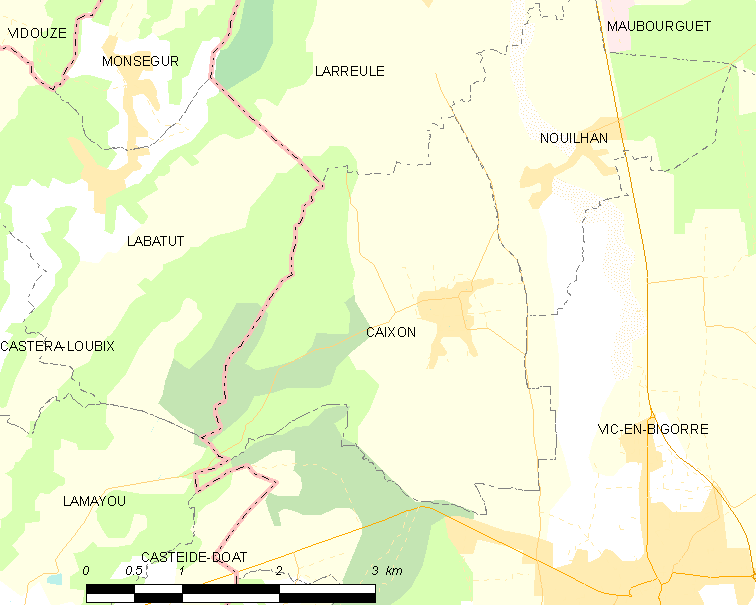
Карта коммуны